# Jakob Schmid (Politiker, 1886)

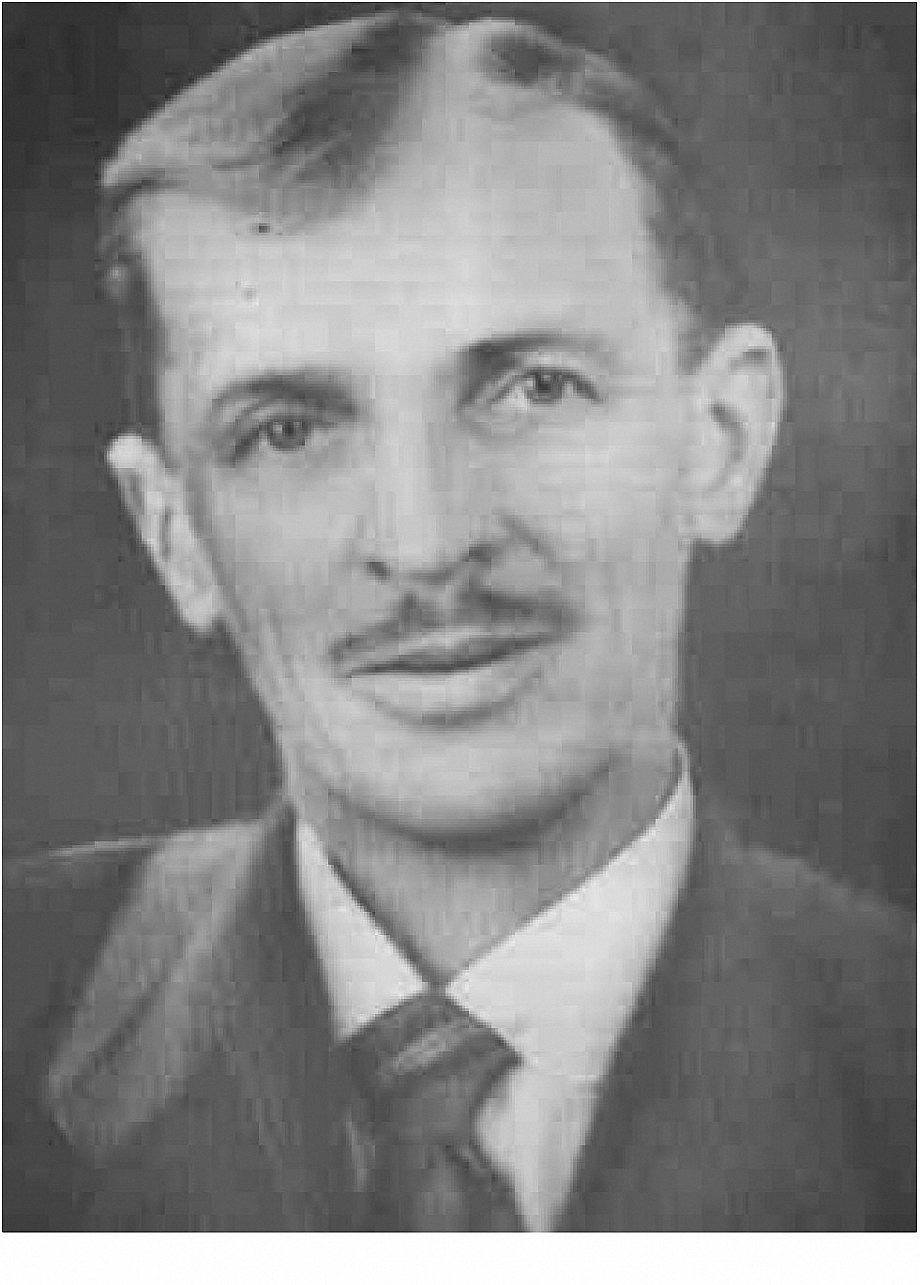
Jakob Schmid

Jakob Schmid (geboren am 3. November 1886 in Pipinsried, Bezirksamt Dachau; gestorben am 16. Dezember 1957 in Dachau) war ein SPD-Stadtrat in Dachau von 1929 bis 1933, für einige Monate KZ-Häftling im KZ Dachau, Mitinitiator des Dachauer Aufstands im April 1945, Neugründer und Vorsitzender (bis 1952) der Gewerkschaft in Dachau, sowie von 1925 bis und nach der NS-Zeit von 1946 bis 1947 und dann nochmals von 1952 bis 1955 Ortsvorsitzender der Dachauer SPD.

## Leben
Jakob Schmid wuchs zusammen mit drei Brüdern in Pipinsried auf. Er arbeitete zunächst als Knecht, lernte dann Maurer. Im Ersten Weltkrieg kämpfte er in Frankreich. Im Jahr 1917 heiratete er seine Frau Magdalena.

## Politische Tätigkeit vor 1933
Schmid trat 1919 der Dachauer SPD bei und leitete diese als Ortsvereinsvorsitzender von 1925 bis zum Verbot 1933. Bei der Wahl 1929 zog er in den Dachauer Stadtrat ein.

## 1933 bis 1945
Nach dem Verbot der SPD am 22. Juni 1933 wurde Jakob Schmid zusammen mit anderen Dachauer Genossen in Schutzhaft im Lager Dachau genommen. Nach vier Monaten wurde er entlassen, aber mit Arbeitsverbot belegt.
Als ehemaliger Häftling wusste er um die Not der Inhaftierten. Wiederholt half er Gefangenen der Außenkommandos mit Brot und Zigaretten, indem er mit seinem Fahrrad an ihnen vorbeifuhr und unauffällig diese Geschenke „verlor“. Schmid führte die Parteiarbeit im Verborgenen weiter und hielt Kontakte zu seinen Genossen. Einige Parteidokumente aus der Weimarer Zeit, darunter das alte Protokollbuch, versteckte er im Dachstuhl seines Hauses.
Er und weitere Dachauer Genossen beteiligten sich auch am Dachauer Aufstand.

## Demokratischer Neuanfang
Am 2. August 1945 wurde in Dachau u. a. von Jakob Schmid eine Einheitsgewerkschaft gegründet. Schmid übernahm das Amt des Gewerkschaftssekretärs. Am 5. September 1945 konnte er dann mit Erlaubnis der Amerikaner als ehemaliger Vorsitzender die Neugründung der SPD in Dachau einleiten. Bei der Gemeindewahl am 27. Januar 1946 zog Jakob Schmid in das kommunale Parlament ein.
Im Jahr 1947 gab Jakob Schmid das Amt des SPD-Ortsvorsitzenden ab, um sich ganz der Gewerkschaftsarbeit widmen zu können. Er leitete die Gewerkschaft bis 1952. Dann übernahm er nochmals für drei Jahre das Amt des SPD-Ortsvorsitzenden. 1955 trat der Sohn Rudi an die Stelle des Vaters. Im Jahre 1956 schied Jakob Schmid aus dem Stadtrat aus und nahm im Kreistag sein letztes politisches Mandat wahr. Am 16. Dezember 1957 starb er in Dachau.